# Округ Братислава I
Округ Братислава I (слч. Okres Bratislava I) округ је у Братиславском крају, у Словачкој Републици. Административно средиште округа је главни град Братислава.

## Географија
Налази се у југозападном дијелу Братиславског краја.
Граничи:
- на сјеверу је Округ Братислава III,
- источно Округ Братислава II,
- западно Округ Братислава IV,
- јужно Округ Братислава V.

Клима је умјерено континентална.

## Становништво
| Година:    | 1994.  | 2004.    | 2014.   | 2024.    |
| ---------- | ------ | -------- | ------- | -------- |
| Број људи: | 48 036 | 42 858   | 38 988  | 47 635   |
| Разлика:   |        | -10,77 % | -9,02 % | +22,17 % |

| Година:    | 2023.  | 2024.   |
| ---------- | ------ | ------- |
| Број људи: | 47 375 | 47 635  |
| Разлика:   |        | +0,54 % |

Према подацима о броју становника из 2011. године округ је имао 38.788 становника. Словаци чине 90,04% становништва.
| Етнички састав (2011)‍ | Етнички састав (2011)‍ | Етнички састав (2011)‍ | Етнички састав (2011)‍ | Етнички састав (2011)‍ |
| --------------------- | --------------------- | --------------------- | --------------------- | --------------------- |
|                       |                       |                       |                       |                       |
| Словаци               | Словаци               |                       | 0                     | 90,04%                |
| Мађари                | Мађари                |                       | 0                     | 2,99%                 |
| Чеси                  | Чеси                  |                       | 0                     | 1,66%                 |
| остали, непознато     | остали, непознато     |                       | 0                     | 5,31%                 |

## Насеља
У округу се налази једно градско насеље, које се зове Старе Место.